# Kolpasevói járás

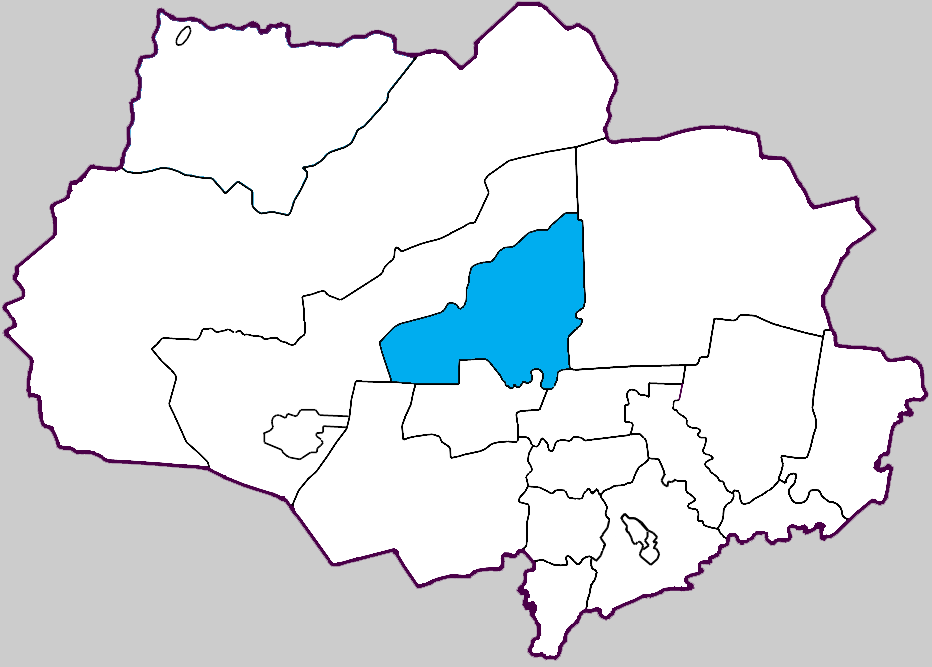
A Kolpasevói járás az Tomszki területen

A Kolpasevói járás (oroszul Колпашевский район) Oroszország egyik járása a Tomszki területen. Székhelye Kolpasevo.

## Népesség
- 1989-ben 22 689 lakosa volt.
- 2002-ben 19 723 lakosa volt.
- 2010-ben 41 183 lakosa volt.